# Termitariopsis
Termitariopsis är ett släkte av svampar. Termitariopsis ingår i familjen Kathistaceae, klassen Sordariomycetes, divisionen sporsäcksvampar och riket svampar.
|                | Mattirolella                               |
|                |                                            |
|                | Kathistes                                  |
|                |                                            |
| Termitariopsis | \| \| Termitariopsis cavernosa \| \| \| \| |
|                | \| \| Termitariopsis cavernosa \| \| \| \| |
|                | Termitariopsis cavernosa                   |
|                |                                            |

|  | Termitariopsis cavernosa |
|  |                          |